# Arcade (Georgia)
Arcade è una città degli Stati Uniti d'America, situata in Georgia, nella Contea di Jackson.